# Universidad de Denver
La Universidad de Denver, en idioma inglés University of Denver, es la más antigua de las universidades privadas en la zona de las Montañas Rocosas de los Estados Unidos. Se encuentra situada en Denver en el estado de Colorado. Se fundó en 1864 a unos once kilómetros al sur del centro de la ciudad y su campus es un arboreto o jardín botánico especializado en árboles. Cuenta con unos 11.000 alumnos en sus cursos de grado y postgrado. La universidad fue fundada por la Iglesia Metodista Unida y continúa siendo una institución secular, pero donde existe la coeducación. 
El 3 de marzo de 1864 la universidad fue fundada como el Seminario de Colorado por John Evans, exgobernador de Colorado  nombrado por Abraham Lincoln. El Seminario de Coloroda se fundó como una institución metodista y en 1880 tomó el nombre de Universidad de Denver. Los primeros edificios de la universidad se encontraban en el centro de Denver en los años 1860 y 1870, pero se trasladaron a 11 kilómetros al sur del centro de la ciudad. 
El 3 de octubre de 2012, la universidad fue sede del primer debate presidencial de Estados Unidos de 2012.
En su campus se encuentran numerosos edificios históricos como el University Hall, construido en 1890 con un estilo neorrománico. También el Observatorio Chamberlin, construido en 1894 que aún se mantiene operativo. Otro edificio es la Evans Chapel, una iglesia pequeña de la década de 1870 que anteriormente se encontraba en el centro de Denver, y fue trasladado al campus de la DU en la década de 1960. La Buchtel Tower (1913) es todo lo que queda de la antigua Buchtel Chapel, que se quemó en 1983. Las oficinas administrativas están ubicadas en el edificio de Mary Reed, una antigua biblioteca construida en 1932 en estilo neogótico. Margery Reed Hall también fue construida en el mismo estilo en 1929. 
La universidad cuenta con uno de los más altos telescopios del mundo situado a 4326 metros cerca de la cima del Monte Evans llamado Observatorio Meyer-Womble. Este telescopio es utilizado frecuentemente por el Departamento de Física y Astronomía de la DU.
La universidad dispone de cinco residencias: Johnson McFarlane Hall (JMac), Centennial Halls, Centennial Towers, Nelson Hall y Nagel Hall.
Su equipo deportivo se llama los Denver Pioneers y participa en diferentes deportes en diversas competiciones universitarias como las organizadas por la NCAA.